# 四角運命/アイビーダンス
「四角運命/アイビーダンス」（しかくうんめい/アイビーダンス）は、三月のパンタシアの8枚目のシングル。2022年6月22日にSACRA MUSICから発売された。

## 概要
前作「101/夜光」より約1年ぶりのCDシングルとなる。
表題曲の「四角運命」は、テレビアニメ『カッコウの許嫁』のエンディングテーマとして書き下ろされ、「アイビーダンス」は、日本のロックバンドフレデリックとのコラボレーション楽曲となっており、作曲を同バンドのメンバーである三原康司が手掛けている。
カップリング曲の「ユアソング」は、「GINZA SIX」のCMソングに使用されたことから、コラボムービーが制作されている。
「アイビーダンス」は本作の発売が発表される前の2022年3月27日から配信限定シングルとしてリリースされていた。

## 収録内容
| 全作詞: みあ。 |                                  |           |           |              |      |
| #              | タイトル                         | 作詞      | 作曲      | 編曲         | 時間 |
| 1.             | 「四角運命」                     | みあ      | 片山将太  | 片山将太     | 3:40 |
| 2.             | 「アイビーダンス」               | みあ      | 三原康司  | フレデリック | 3:25 |
| 3.             | 「ユアソング」                   | みあ      | やいり    | やいり       | 4:21 |
| 4.             | 「四角運命」(Instrumental)       | みあ      |           |              | 3:40 |
| 5.             | 「アイビーダンス」(Instrumental) | みあ      |           |              | 3:25 |
| 合計時間:      | 合計時間:                        | 合計時間: | 合計時間: | 18:31        |      |

### 初回生産限定盤
| #  | タイトル                        | 作詞 | 作曲・編曲 |
| -- | ------------------------------- | ---- | ---------- |
| 1. | 「四角運命」(Music Video)       |      |            |
| 2. | 「アイビーダンス」(Music Video) |      |            |

### 期間生産限定盤
| #  | タイトル                                                     | 作詞 | 作曲・編曲 |
| -- | ------------------------------------------------------------ | ---- | ---------- |
| 1. | 「TVアニメ「カッコウの許嫁」ノンクレジットエンディング映像」 |      |            |

## タイアップ
四角運命
テレビアニメ『カッコウの許嫁』エンディングテーマ
ユアソング
「GINZA SIX」WEB CMソング